# Théophile Ngoie Wa Ngoie
Théophile Ngoie Wa Ngoie (Lubumbashi, 24 aprile 1945 – 10 maggio 2013) è stato un cestista e allenatore di pallacanestro della Repubblica Democratica del Congo.

## Carriera
Ha guidato lo Zaire a due edizioni dei Campionati mondiali (1983, 1990).